# Wet gegevensverwerking en meldplicht cybersecurity
De Wet gegevensverwerking en meldplicht cybersecurity (Wgmc) is 1 januari 2018 vervangen door de Wet beveiliging netwerk- en informatiesystemen (Wbni) en bevatte een meldplicht voor een inbreuk op de veiligheid of een verlies van integriteit van elektronische informatiesystemen, ook wel ernstige ICT-inbreuken genoemd. Deze meldplicht gold alleen voor aanbieders van producten of diensten waarvan de beschikbaarheid of betrouwbaarheid van vitaal belang is voor de Nederlandse samenleving. Daarnaast bevatte het regels over het verwerken van gegevens ten behoeve van de taken van de minister van Justitie en Veiligheid op het terrein van
cybersecurity. De wet was in oktober 2017 in werking getreden en de meldplicht gold vanaf januari 2018.

## Sectoren van vitale aanbieders
De algemene maatregel van bestuur 'Besluit meldplicht cybersecurity' wees de vitale aanbieders en
producten en diensten aan waarvoor die meldplicht uit het aanhangige wetsvoorstel Wgmc gaat
gelden. Meldingen moeten bij het Nationaal Cyber Security Centrum worden gedaan. Hoewel de
meldplicht alleen kan gelden voor vitale aanbieders, hoeft deze niet per se voor alle vitale aanbieders
te gelden. Ook zijn niet alle producten of diensten die door een vitale aanbieder worden aangeboden
onderdeel van een vitaal proces. Daarnaast zijn niet alle vitale processen afhankelijk van
informatiesystemen. De intentie van de meldplicht is dat slechts incidenten die (kunnen) leiden tot
maatschappelijke ontwrichting, onder de meldplicht vallen.
Sectoren:
- Drinkwater
- Energie
- Nucleair
- Financieel
- Elektronische communicatienetwerken en -diensten/ICT
- Mainport Rotterdam
- Mainport Schiphol
- Keren en Beheren

In de sector Elektronische communicatienetwerken en -diensten/ICT is bijvoorbeeld een vitale
aanbieder een aanbieder van een elektronisch communicatienetwerk of -dienst die een netwerk- of
informatiesysteem beheert dat direct of indirect wordt gebruikt ten behoeve van het verlenen van een
telefoon-, sms- of internettoegangsdienst aan minimaal 1.000.000 eindgebruikers en een aanbieder
van een internetknooppunt met een totale poortcapaciteit van minimaal 8 terabits per seconde.

## Wet beveiliging netwerk- en informatiesystemen
De Wet beveiliging netwerk- en informatiesystemen (Wbni) De Wbni implementeert de Europese NIB-richtlijn. De Wet gegevensverwerking en meldplicht cybersecurity is door de Wbni vervangen.